# Тождество Якоби
Тождество Якоби — математическое тождество на билинейную операцию {\displaystyle [\cdot ,\cdot ]\colon V\times V\rightarrow V} на линейном пространстве {\displaystyle V}. Имеет следующий вид:
{\displaystyle \forall \,x,y,z\in V\colon [[x,y],z]+[[y,z],x]+[[z,x],y]=0}
Названо в честь Карла Густава Якоби.
Понятие тождества Якоби обычно связано с алгебрами Ли.

## Примеры
Следующие операции удовлетворяют тождеству Якоби:
- Коммутатор операторов
- коммутатор в алгебре Ли
- Скобки Ли векторных полей
- Скобки Пуассона функций на симплектическом многообразии
- Векторное произведение векторов

## Значение в алгебрах Ли
Если умножение {\displaystyle [\cdot ,\cdot ]} антикоммутативно, то тождеству Якоби можно придать несколько другой вид, используя присоединённое представление алгебры Ли:
{\displaystyle \mathrm {ad} _{x}\colon y\mapsto [x,y]}
Записав тождество Якоби в форме
{\displaystyle [x,[y,z]]=[y,[x,z]]+[[x,y],z]}
получим, что оно равносильно условию выполнения правила Лейбница для оператора {\displaystyle \mathrm {ad} _{x}}:
{\displaystyle \mathrm {ad} _{x}\,[y,z]=[\mathrm {ad} _{x}\,y,z]+[y,\mathrm {ad} _{x}\,z]}
Таким образом, {\displaystyle \mathrm {ad} _{x}} — это дифференцирование в алгебре Ли. Любое такое дифференцирование называется внутренним.
Тождеству Якоби также можно придать вид
{\displaystyle \mathrm {ad} _{[x,y]}=[\mathrm {ad} _{x},\mathrm {ad} _{y}]=\mathrm {ad} _{x}\mathrm {ad} _{y}-\mathrm {ad} _{y}\mathrm {ad} _{x}}
Это означает, что оператор {\displaystyle \mathrm {ad} } задаёт гомоморфизм данной алгебры Ли в алгебру Ли её дифференцирований.

## Градуированное тождество Якоби
Пусть {\displaystyle \Omega =\oplus _{i}\Omega ^{i}} — градуированная алгебра, {\displaystyle [\cdot ,\cdot ]} — умножение в ней. Говорят, что умножение в {\displaystyle \Omega } удовлетворяет градуированному тождеству Якоби, если для любых элементов {\displaystyle \omega _{i}\in \Omega ^{i}}
{\displaystyle [\omega _{m},[\omega _{k},\omega _{l}]=[[\omega _{m},\omega _{k}],\omega _{l}]+(-1)^{mk}[\omega _{k},[\omega _{m},\omega _{l}]}

### Примеры
- алгебра внешних форм;
- алгебра дифференцирований дифференциальных форм;
- алгебра тангенциальнозначных форм с умножением, задаваемым FN-скобками или NR-скобками;